# Пирс, Пейдж
Пейдж Пирс Гор (англ. Paige Pearce Gore; род. 21 марта 1995) — американская лучница, чемпионка мира в стрельбе из лука на открытом воздухе, серебряный призёр чемпионата мира и шестикратная чемпионка мира среди юниоров.

## Биография
Пейдж проживает в городе Ред-Блафф. Начала стрелять из лука в возрасте 18 месяцев, а уже в возрасте 10 лет побила рекорд штата в стрельбе из лука. Затем ей покорилось множество рекордов (более 100), в том числе национальных и мировых.
На юниорском уровне Пейдж Пирс завоевала шесть золотых медалей: личное золото в 2009 году и пять раз выиграла в составе сборной на командном турнире (2008, 2009, 2011, 2013, 2015). Когда она одержала первую личную победу, ей было всего 14 лет.
В 2012 году стала серебряным призёром в чемпионате мира на открытом воздухе. В 2014 году на втором этапе Кубка мира в составе сборной США выиграла командный турнир, а на четвёртом этапе в 2015 году завоевала личное серебро и командную бронзу.
В 2017 году на четвёртом этапе Кубка мира завоевала золото в турнире смешанных пар и в команде. В 2018 году стала чемпионкой мира в стрельбе на открытом воздухе, в финале женского турнира в блочном луке победив словенку Тойю Эллисон.
В 2019 году стала серебряным призёром чемпионата мира в Хертогенбосе, уступив со счётом 141:142 в финальном поединке россиянке Наталье Авдеевой, а также стала второй в соревнованиях команд вместе с Кэссиди Кокс и Алексис Руис. Американская женская сборная уступила в финале лучницам из Китайского Тайбэя со счётом 224:229.